# Robert William Muench

Wappen von Robert William Muench

Robert William Muench (* 28. Dezember 1942 in Louisville) ist ein US-amerikanischer Geistlicher und emeritierter römisch-katholischer Bischof von Baton Rouge.

## Leben
Robert William Muench empfing am 18. Juni 1968 die Priesterweihe.
Papst Johannes Paul II. ernannte ihn am 8. Mai 1990 zum Weihbischof in New Orleans und Titularbischof von Mactaris. Der Erzbischof von New Orleans, Francis Schulte, spendete ihm am 29. Juni desselben Jahres die Bischofsweihe; Mitkonsekratoren waren Philip Hannan, emeritierter Erzbischof von New Orleans, und John Clement Favalora, Bischof von Saint Petersburg. Als Wahlspruch wählte er Jesus Must Increase.
Am 5. Januar 1996 wurde er zum Bischof von Covington ernannt und am 19. März desselben Jahres in das Amt eingeführt. Am 15. Dezember 2001 wurde er zum Bischof von Baton Rouge ernannt und am 14. März des nächsten Jahres in das Amt eingeführt. 
Robert William Muench engagierte sich für zahlreiche sozialen Projekte und die Christen im Heiligen Land. 1993 wurde er von Kardinal-Großmeister Giuseppe Kardinal Caprio zum Großoffizier des Päpstlichen Ritterordens vom Heiligen Grab zu Jerusalem ernannt und am 18. September 1993 in New Orleans durch Großprior Francis B. Schulte in die Statthalterei USA Southeastern investiert.
Papst Franziskus nahm am 26. Juni 2018 seinen altersbedingten Rücktritt an.